# ペルテンゴ
ペルテンゴ（伊: Pertengo）は、イタリア共和国ピエモンテ州ヴェルチェッリ県にある、人口約300人の基礎自治体（コムーネ）。

## 地理

### 位置・広がり
| 隣接するコムーネは以下の通り。 - アジリアーノ・ヴェルチェッレーゼ - コスタンツァーナ - リーヴェ - ストロッピアーナ |